# Latham 43
Latham 43 là một loại tàu bay ném bom chế tạo ở Pháp trong thập niên 1920, dành cho Hải quân Pháp.

## Biến thể
- Mẫu thử với động cơ Lorraine 12Da (2)
- Phiên bản cho hải quân Pháp dùng động cơ Gnome et Rhône 9Aa (18)
- Phiên bản cho Ba Lan dùng động cơ Lorraine (8)

## Quốc gia sử dụng
Pháp
- Aéronavale

 Ba Lan
- Không quân Hải quân Ba Lan

## Tính năng kỹ chiến thuật (phiên bản của Pháp)
Đặc điểm tổng quát
- Kíp lái: 3
- Chiều dài: 15.60 m (61 ft 2 in)
- Sải cánh: 22.50 m (73 ft 10 in)
- Chiều cao: 5.40 m (17 ft 9 in)
- Diện tích cánh: 125 m2 (1,345 ft2)
- Trọng lượng rỗng: 3.460 kg (7.610 lb)
- Trọng lượng có tải: 5.390 kg (11.860 lb)
- Powerplant: 2 × Gnome et Rhône 9Aa, 280 kW (380 hp) mỗi chiêc

Hiệu suất bay
- Vận tốc cực đại: 160 km/h (100 mph)
- Tầm bay: 800 km (500 dặm)
- Trần bay: 4.00 m (15.100 ft)

Vũ khí trang bị
- 2 × súng máy.303
- 400 kg (880 lb) bom